# Ітажуба (мікрорегіон)

Ітажуба на карті штату Мінас-Жерайс

Ітажуба (порт. Microrregião de Itajubá) — мікрорегіон в Бразилії, входить в штат Мінас-Жерайс. Складова частина мезорегіону Південь і південний захід штату Мінас-Жерайс. Населення становить 194 144 чоловік на 2006 рік. Займає площу 2 979,130  км². Густота населення — 65,2 чол./км².

## Склад мікрорегіону
До складу мікрорегіону включені наступні муніципалітети:
1. Бразополіс
2. Консоласан
3. Крістіна
4. Делфін-Морейра
5. Дон-Вісозу
6. Ітажуба
7. Марія-да-Фе
8. Мармелополіс
9. Параїзополіс
10. Пірангінью
11. Пірангусу
12. Віржинія
13. Венсеслау-Брас

| Бразилія | Це незавершена стаття з географії Бразилії. Ви можете допомогти проєкту, виправивши або дописавши її. |